# Velvet Goldmine
Velvet Goldmine és una pel·lícula britànica dirigida per Todd Haynes, estrenada el 1998. Ha estat doblada al català. Velvet Goldmine posa en escena personatges de ficció, però aquests personatges han estat creats inspirant-se en celebritats que realment han existit com els cantants David Bowie i Iggy Pop per exemple.

## Argument
L'acció es desenvolupa a la Gran Bretanya, a l'època del glam rock, al començament dels anys 1970. El personatge principal, Brian Slade, és una pop star inspirat en David Bowie i el seu personatge de Ziggy Stardust, i en menor mesura en Marc Bolan. El personatge de Curt Wild està inspirat en Iggy Pop i Lou Reed. El títol del film és d'altra banda tret d'una cançó homònima de Bowie.
El film segueix el recorregut d'una star del glam-rock, encarnada per Jonathan Rhys-Meyers, i de la revolució tant musical com sexual que va desencadenar en l'univers musical dels anys 1970.
Deu anys després de la desaparició de Brian Slade després d'un atemptat, un periodista, antic fan del cantant (Christian Bale) es va encarregar de descobrir el que en queda. La seva investigació és pretext per nombrosos flashbacks, poblats de figures reals o de ficció (Brian Molko, Bryan Ferry, Curt Wild).

## Repartiment
- Ewan McGregor: Curt Wild
- Jonathan Rhys Meyers: Brian Slade
- Christian Bale: Arthur Stuart
- Toni Collette: Mandy Slade
- Micko Westmoreland: Jack Fairy
- Eddie Izzard: Jerry Endevina
- Joseph Beattie: Cooper
- Emily Woof: Shannon
- Michael Feast: Cecil
- Janet McTeer: narradora
- Brian Molko: Malcolm (Flaming Creatures)
- Steve Hewitt: Billy (Flaming Creatures)
- Ritz: Guitarra solista (Polly Small's Band)
- Stefan Olsdal: Guitarra baix (Polly Small's Band)
- Damian Suchet: Periodista BBC

## Premis i nominacions
- Premis 
  - 1998: Nominada a l'Oscar al millor vestuari
  - 1998: Premis BAFTA al millor vestuari. Nominada a millor maquillatge i perruqueria
  - 1998: Premis Independent Spirit: Millor fotografia. 3 nominacions
  - 1998: Canes: Premi Especial a la millor contribució artística

## Crítica
- "Haynes atrapa l'atmosfera del moviment i aprofita la música. Poc més"[3]
- "Singular pel·lícula"[4]